# Polskie Siły Zbrojne

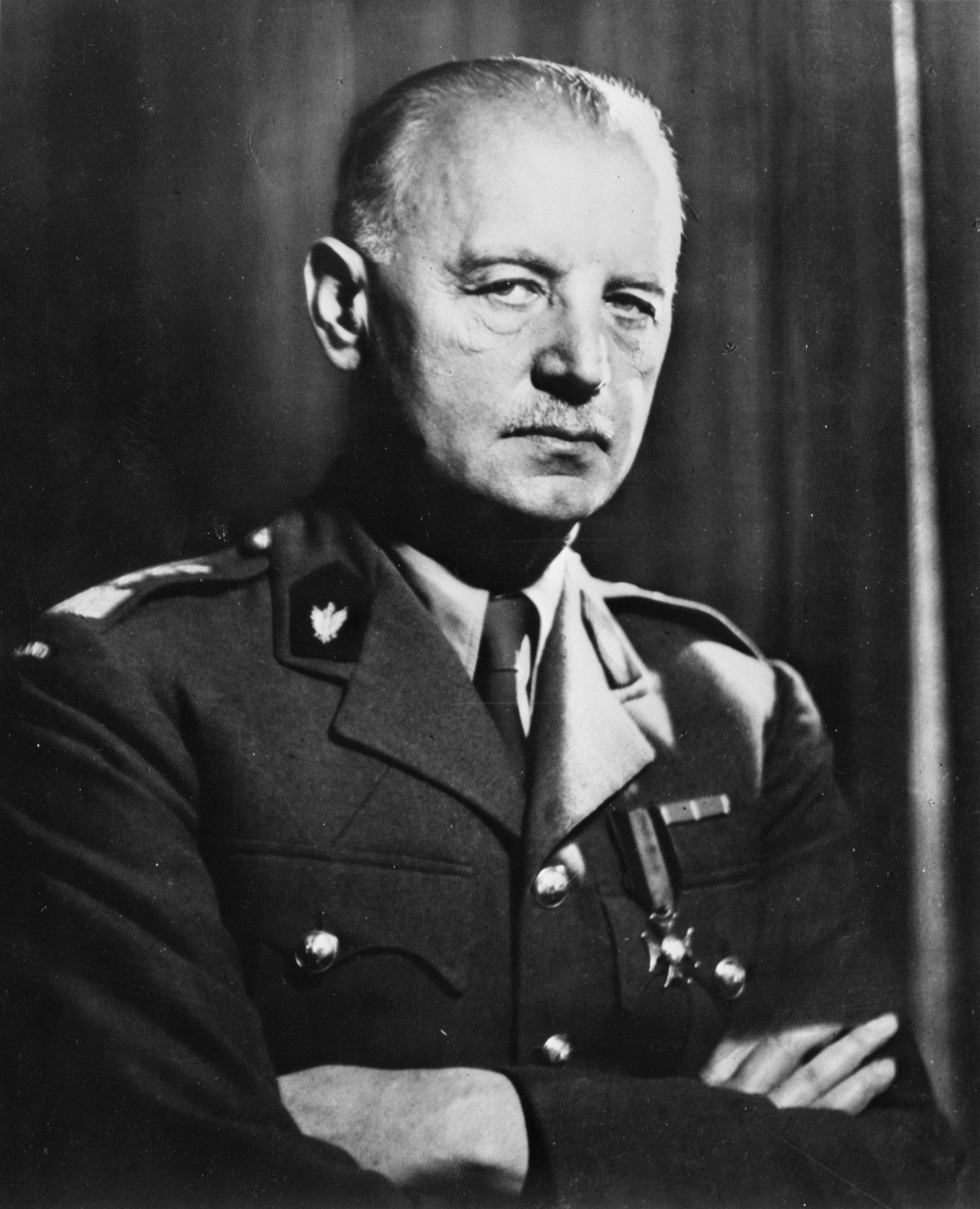
Naczelny Wódz, gen. broni Władysław Sikorski

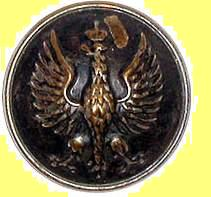
Guzik żołnierza WP we Francji, 1940

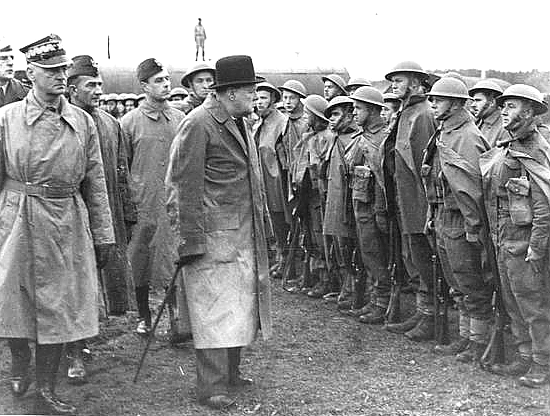
Winston Churchill wizytuje w towarzystwie Władysława Sikorskiego jednostkę Polskich Sił Zbrojnych na Zachodzie

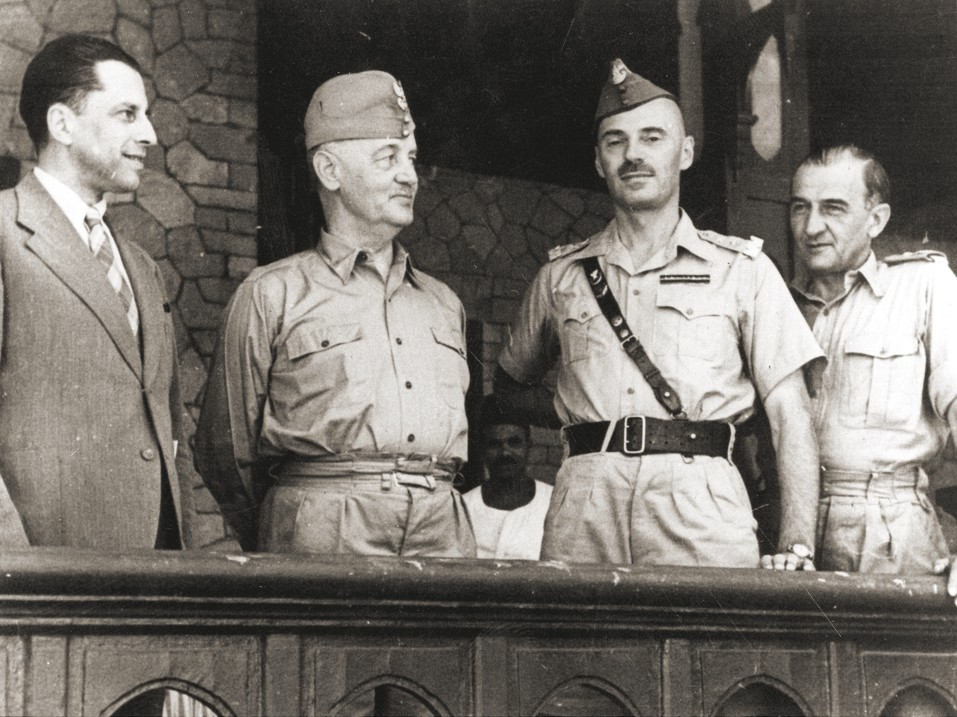
Tadeusz Romer, Władysław Sikorski, Władysław Anders i Tadeusz Klimecki podczas podróży inspekcyjnej Naczelnego Wodza na Bliskim Wschodzie 1943. Wizytacja jednostek Armii Polskiej na Wschodzie

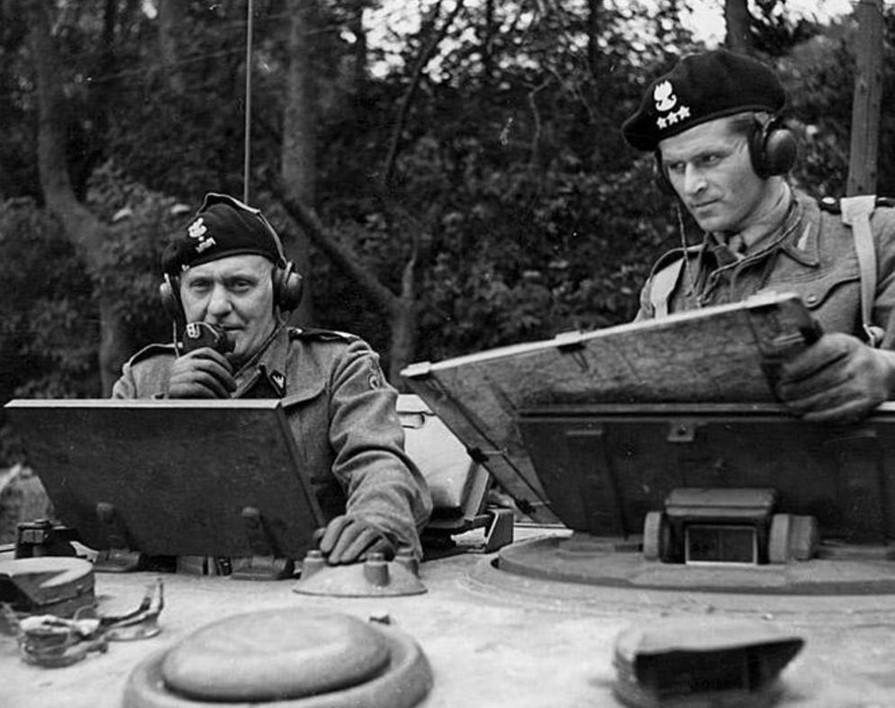
Gen. Stanisław Maczek podczas dowodzenia 1 Dywizją Pancerną 1944

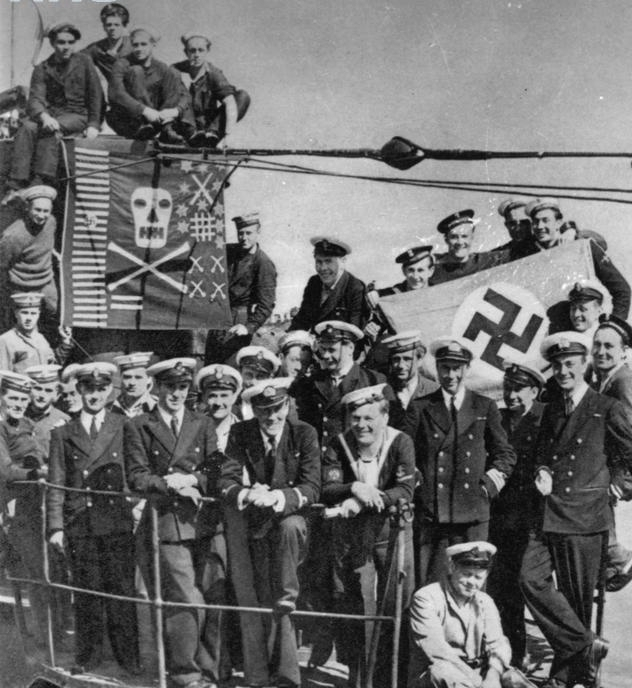
Załoga okrętu podwodnego ORP Sokół w Gibraltarze z piracką flagą ukazującą liczbę zatopionych i uszkodzonych statków

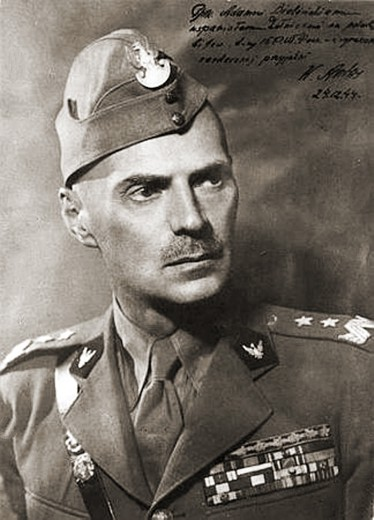
Władysław Anders

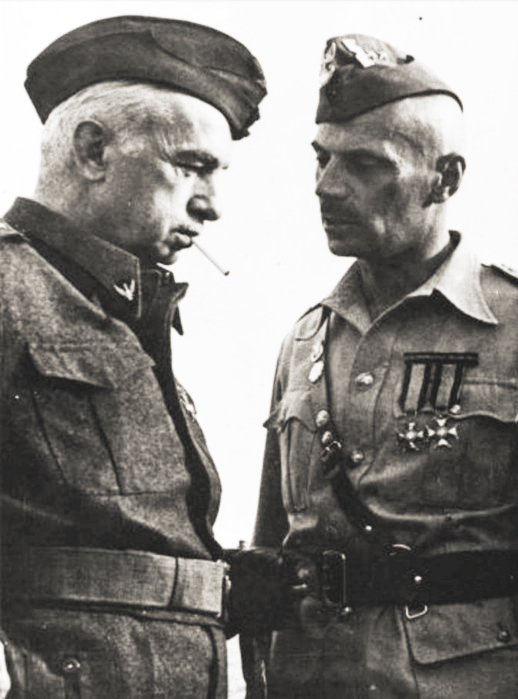
Naczelny Wódz, gen. broni Kazimierz Sosnkowski i gen. dywizji Władysław Anders 1944

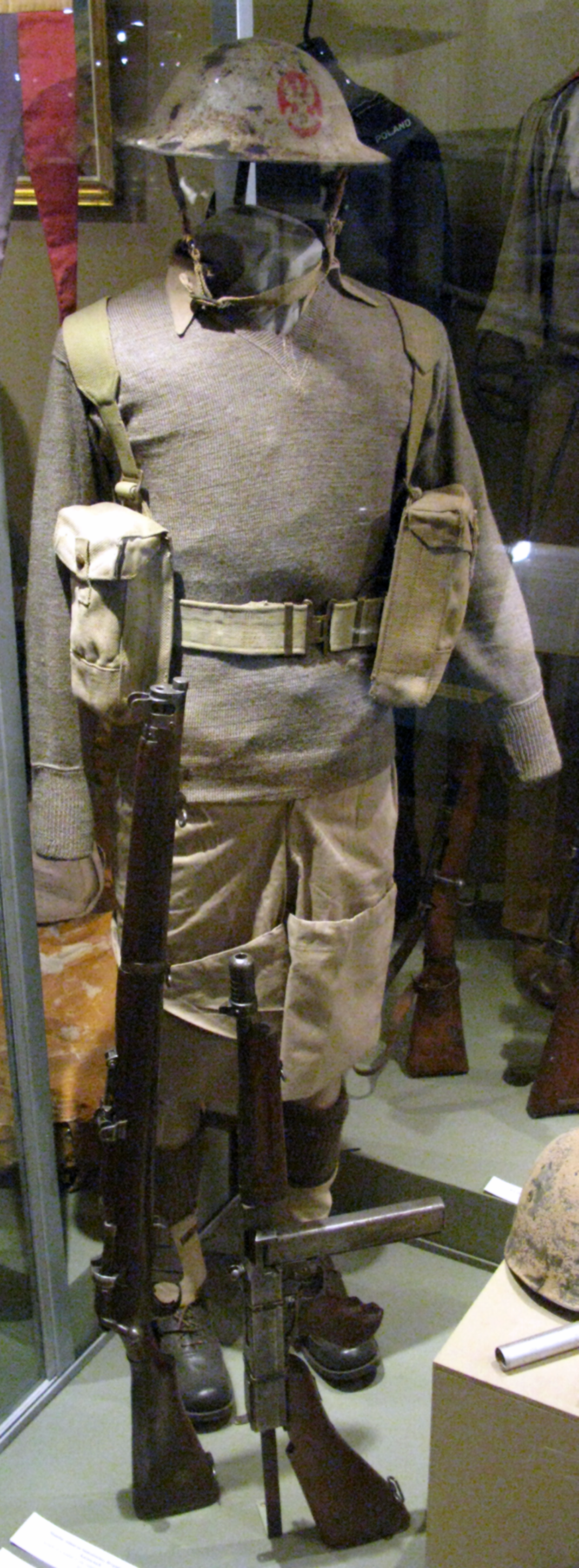
Mundur żołnierza Samodzielnej Brygady Strzelców Karpackich

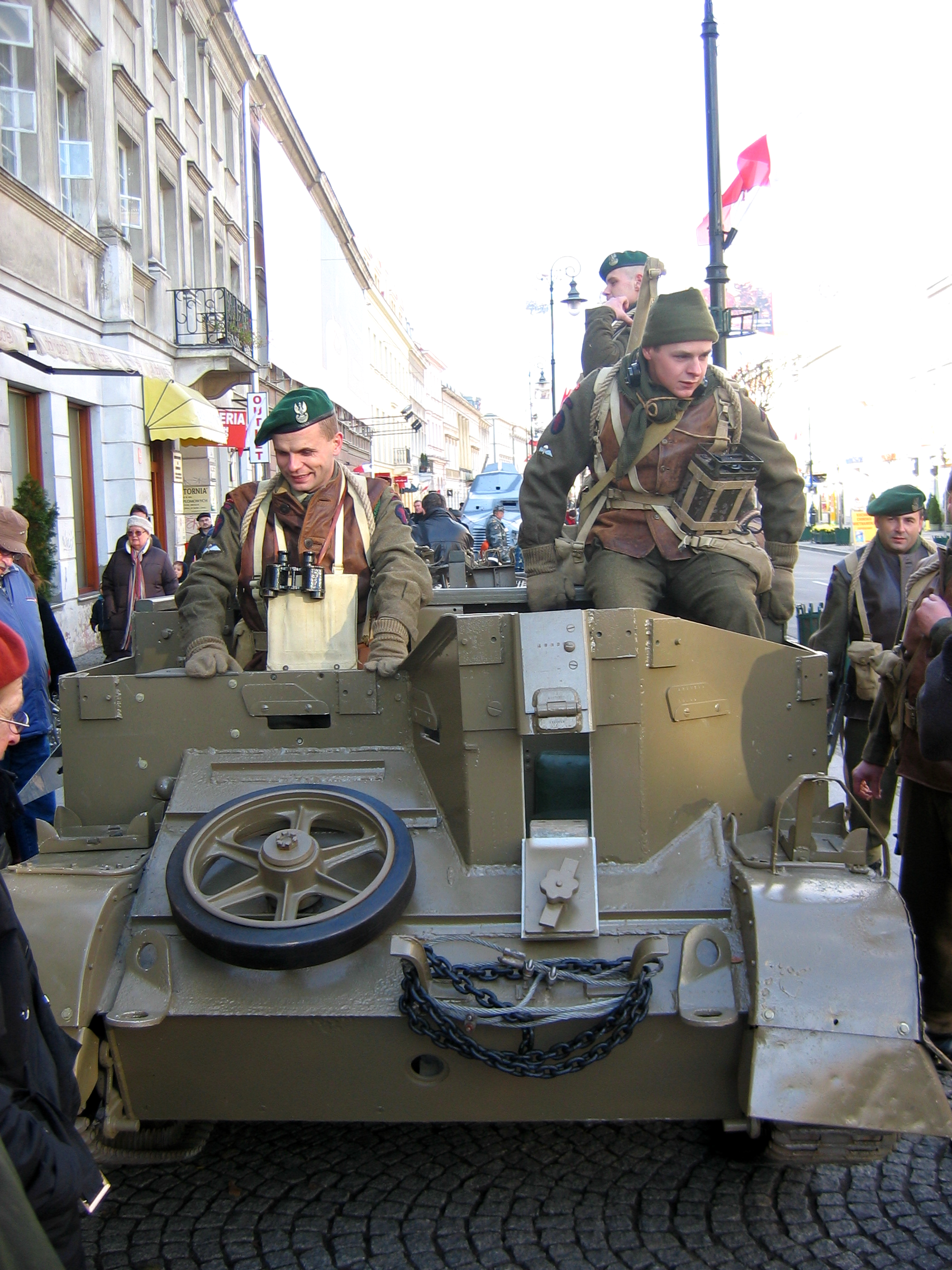
Universal Carrier Polskich Sił Zbrojnych (rekonstrukcja)

Polskie Siły Zbrojne – zorganizowane formacje wojskowe utworzone jesienią 1939 roku poza granicami Polski na podstawie międzysojuszniczych umów podpisanych z Francją i Wielką Brytanią. Polskimi Siłami Zbrojnymi dowodził Naczelny Wódz. Polskie Siły Zbrojne to przyjęta w 1940 nazwa własna Wojska Polskiego z okresu II wojny światowej podległego rządowi Rzeczypospolitej Polskiej na uchodźstwie z siedzibą w Londynie. W literaturze funkcjonuje równolegle na jego określenie nieformalna nazwa Polskie Siły Zbrojne na Zachodzie, która według części historyków została rozpowszechniona z pobudek politycznych dla podkreślenia eksterytorialności tych wojsk i przeciwstawienia ich Wojsku Polskiemu na froncie wschodnim.
Polskie Siły Zbrojne na Zachodzie rozwiązane zostały przez Brytyjczyków w 1947 roku.

## Kwestia nazwy formacji
Pod oficjalną nazwą Polskich Sił Zbrojnych funkcjonowała w latach 1940–1947 poza granicami kraju całość wojsk lądowych, marynarki wojennej i faktycznie od kwietnia 1944 lotnictwa Rzeczypospolitej Polskiej, nad którymi zwierzchność sprawowali Prezydent RP i Naczelny Wódz z siedzibą w Londynie. W historiografii okresu PRL przyjęło się w odniesieniu do tych sił określenie Polskich Sił Zbrojnych na Zachodzie, zapewne ze względu na używanie tej samej nazwy przez sformowane w Związku Socjalistycznych Republik Radzieckich z inicjatywy Związku Patriotów Polskich w latach 1943–1945 Polskie Siły Zbrojne w ZSRR (tzw. ludowe lub odrodzone Wojsko Polskie). Określenie to zostało rozciągnięte umownie także na Wojsko Polskie we Francji w latach 1939–1940.
Polsko-francuskie umowy wojskowe z początkowego okresu II wojny światowej zawierały terminy Wojsko Polskie (fr. Armée polonaise) i Polskie Siły Powietrzne (Forces aériennes polonaises), natomiast nie występowała w nich nazwa Polskie Siły Zbrojne (Forces armées polonaises).
Zgodnie z obowiązującymi ówcześnie aktami normatywnymi PSZ dzieliły się na dwa podstawowe rodzaje sił zbrojnych: wojsko, czyli siły lądowe oraz marynarkę wojenną. W czasie II wojny światowej doszło do wyodrębnienia nowego, trzeciego rodzaju sił zbrojnych: lotnictwo, dotychczas traktowane jako rodzaj broni technicznych w składzie wojska, usamodzielniło się, przyjmując nazwę Polskich Sił Powietrznych. Stało się to na mocy rozkazu Naczelnego Wodza PSZ gen. Władysława Sikorskiego z dnia 22 lutego 1940 roku. Tworzone od czerwca 1940 jednostki lotnicze PSP organizacyjnie i operacyjnie podlegały dowództwu Royal Air Force, ale w sierpniu 1940 weszły formalnie w skład Polskich Sił Zbrojnych, co umożliwiło lotnikom używanie polskich oznaczeń i flagi, a od kwietnia 1944 przeszły pod rozkazy Dowództwa PSP, które zastąpiło istniejący wcześniej Inspektorat PSP.
Częścią PSZ nie stała się 2 Dywizja Strzelców Pieszych, internowana w Szwajcarii po klęsce Francji w czerwcu 1940, która nie miała możliwości utrzymania organizacji wojennej i prowadzenia szkoleń. Plany jej wykorzystania bojowego za przyzwoleniem władz szwajcarskich nie powiodły się.

## Wojsko Polskie we Francji
Pierwsze oddziały Polskich Sił Zbrojnych, pierwotnie pod nazwą Armia Polska we Francji, zaczęto tworzyć już we wrześniu 1939 roku na terytorium francuskim spośród Polaków przebywających we Francji, Belgii, Holandii i Wielkiej Brytanii.
Podstawę formowania polskich wojsk stanowiła polsko-francuska umowa z 9 września 1939 w sprawie utworzenia dywizji polskiej we Francji, a następnie umowa z 4 stycznia 1940 o tworzeniu tam Wojska Polskiego.
Na mocy tejże umowy, od stycznia 1940 roku ze zmobilizowanych ochotników zaczęto formować jednostki wojsk lądowych, lotnictwa i marynarki wojennej, działającej w składzie armii francuskiej. Łącznie Armia Polska we Francji liczyła w 1940 ok. 85 tysięcy żołnierzy. Podczas formowania jednostek odtwarzanego Wojska Polskiego brano pod uwagę doświadczenia z przegranej kampanii w Polsce. Dotyczyło to m.in. silniejszego wyposażenia oddziałów w broń przeciwpancerną.
W okresie od listopada 1939 roku rozpoczęto formowanie czterech dywizji piechoty (1 Dywizja Grenadierów, 2 Dywizja Strzelców Pieszych, 3 Dywizja Piechoty, 4 Dywizja Piechoty) oraz jednej brygady pancerno-motorowej (10 Brygada Kawalerii Pancernej). Ze sformowanych oddziałów wydzielono część sił i utworzono Samodzielną Brygadę Strzelców Podhalańskich.
Ponadto formowano szereg oddziałów lotnictwa oraz wsparcia. Organizacja oddziałów była utrudniona wskutek braku uzbrojenia i sprzętu. W efekcie w obronie Francji w 1940 wzięło udział ok. 50 tysięcy polskich żołnierzy z tych oddziałów. Straty podczas tych działań wyniosły 1,4 tys. (inne źródła 4 tysięcy) poległych, a ponad 4500 (ok. 5 tys.) rannych. W czasie walk na froncie francuskim polscy piloci myśliwców zestrzelili ok. 50 samolotów niemieckich, a 5 prawdopodobnie.
W kampanii norweskiej uczestniczyły Samodzielna Brygada Strzelców Podhalańskich (bitwa o Narwik, maj 1940) oraz okręty Polskiej Marynarki Wojennej. Natomiast w kampanii francuskiej (czerwiec 1940) brały udział następujące związki taktyczne: 1 Dywizja Grenadierów, 2 Dywizja Strzelców Pieszych i 10 Brygada Kawalerii Pancernej.
W Syrii formowano Samodzielną Brygadę Strzelców Karpackich.
Po klęsce wrześniowej nastąpiło drastyczne osłabienie dyscypliny w polskim korpusie oficerskim. Starsi oficerowie stali się obiektem niemal otwartej krytyki młodszych oficerów, tworzących nielegalne struktury konspiracyjne wewnątrz wojska mające oddziaływać na władze polskie celem forsowania swoich koncepcji politycznych, militarnych i personalnych. Już w lutym 1940 roku sprawy te zostały uznane za na tyle niepokojące, że zajęto się nimi na posiedzeniu rządu. Organizacje konspiracyjne młodych oficerów były bardzo czynne we wszystkich rodzajach sił zbrojnych i środowiskach wojskowych właściwie do końca wojny.
Po klęsce Francji udało się ewakuować około 27 tysięcy żołnierzy i oficerów PSZ do Palestyny i Wielkiej Brytanii.

## Polskie Siły Zbrojne w Wielkiej Brytanii
W Wielkiej Brytanii powstał I Korpus Polski.
Polacy otrzymali tam zadanie zorganizowania obrony wschodniego wybrzeża Szkocji.
Od lipca do października 1940 polscy piloci, w liczbie 2226 lotników, w tym 243 oficerów, uczestniczyli w powietrznej obronie Wielkiej Brytanii.
Polskie Siły Powietrzne podlegały operacyjnie Royal Air Force, zaś Polska Marynarka Wojenna – Royal Navy. W rezultacie sztaby polskie na czele ze Sztabem Naczelnego Wodza jako organy dowodzenia i planowania traciły w praktyce rację bytu, gdyż zajmowały się jedynie sprawami personalnymi, organizacyjnymi i szkoleniowymi. Od 18 kwietnia 1944 roku Brytyjczycy wprowadzili cenzurę depesz wysyłanych przez dowództwo do okupowanego kraju, a ponadto zażądali przedkładania sobie telegramów przychodzących. Cały sprzęt PSZ oprócz kilku należących przed wojną do Polski okrętów wojennych został wydzierżawiony od Brytyjczyków i z wyjątkiem zniszczonego w czasie działań bojowych podlegał zwrotowi po zakończeniu wojny.
Rozwój liczebny i organizacyjny PSZ skupiających w czerwcu 1941 roku 22,5 tysiąca żołnierzy i oficerów niemal całkowicie pozbawionych wówczas możliwości uzyskania uzupełnień nastąpił po agresji Niemiec na ZSRR i zawarciu układu Sikorski-Majski.
W 1942 generał Stanisław Maczek został dowódcą nowo sformowanej 1 Dywizji Pancernej, wchodzącej w skład 1 Korpusu.
Polscy piloci brali też udział w bombardowaniu Niemiec oraz niemieckich obiektów wojskowych w krajach okupowanych. Polskie dywizjony 300 i 301 w dniu 22 grudnia 1940 dokonały nalotu na rafinerię ropy naftowej w Antwerpii, a 1 stycznia 1941 zbombardowały miasto Bremę. Także 23 marca 1941 polskie jednostki lotnicze wzięły udział w nalotach bombowych na Berlin, oraz kolejno na Mannheim, Kolonię, oraz inne miasta niemieckie, porty francuskie Brest i Hawr, gdzie marynarka niemiecka otworzyła bazy morskie. Od czerwca 1944 całe lotnictwo polskie w składzie RAF wspierało inwazję wojsk alianckich w Europie Zachodniej. Polska Marynarka Wojenna uczestniczyła w 787 konwojach, w walkach o Atlantyk oraz operacjach na Morzu Śródziemnym.
W latach 1943–1945 podstawowym źródłem uzupełnień dla PSZ stali się jeńcy wojenni oraz 89 600 żołnierzy narodowości polskiej którym udało się zdezerterować z Wehrmachtu (spośród 250 087 osób narodowości polskiej wcielonych przymusowo do Wehrmachtu, jako zakwalifikowanych przymusowo do III i IV kategorii niemieckiej listy narodowościowej), przekazani przez Aliantów z obozów jenieckich. W mniejszym stopniu mobilizacja Polonii francuskiej natomiast nikłe rezultaty (kilkusetosobowe grupy ochotników zamiast spodziewanych dziesiątków tysięcy) przyniósł zaciąg do PSZ prowadzony wśród Polonii w USA, Kanadzie i Ameryce Południowej.

## Polskie Siły Zbrojne w ZSRR
Na podstawie umowy o pomocy w wojnie przeciw Niemcom hitlerowskim z 1941 oraz polsko-radzieckiej umowy wojskowej z 14 sierpnia 1941 utworzono Armię Polską w ZSRR (dowódca gen. Władysław Anders), której stan osiągnął w marcu 1942 ok. 70 tys. żołnierzy. W marcu i kwietniu oraz w sierpniu 1942 w porozumieniu z władzami radzieckimi ewakuowano PSZ w ZSRR do Iranu i następnie Iraku (ogółem ok. 78 tys. żołnierzy i ok. 35 tys. osób cywilnych).

## Armia Polska na Bliskim i Środkowym Wschodzie
Polska jednostka wojskowa walczyła także na Bliskim Wschodzie. Brygada Strzelców Karpackich brała udział w walkach w Syrii, Palestynie i w Egipcie. Od lipca 1941 uczestniczyła w operacjach na obszarze Libii (m.in. wsławiła się w obronie Tobruku), będąc w latach 1941–1942 jedyną jednostką wojsk lądowych PSZ zaangażowaną w działania bojowe.
Wiosną 1943 roku Brytyjczycy krytycznie oceniali wyszkolenie polskich sztabowców na Bliskim Wschodzie twierdząc, że zbytnio polegają na swojej wiedzy teoretycznej sprzed 1939 roku i że nie za bardzo chcą się uczyć.

## Armia Polska na Wschodzie
Utworzona została na podstawie rozkazu Naczelnego Wodza PSZ, gen. broni Władysława Sikorskiego z 12 września 1942, w Iraku, Iranie i Palestynie z połączenia Wojska Polskiego na Środkowym Wschodzie i Polskich Sił Zbrojnych w ZSRR.
W 1943 roku w Iraku powstał 2 Korpus Polski.

## Naczelne Władze Sił Zbrojnych i Centralne Instytucje Wojskowe
11 marca 1941 roku Naczelny Wódz i Minister Spraw Wojskowych generał broni Władysław Sikorski podpisał rozkaz L.dz. 555/tjn./O.I./Og.Org./41 Organizacja Naczelnych Władz Sił Zbrojnych i Centralnych Instytucji Wojskowych. Zgodnie z tym rozkazem „uprawnienia Naczelnego Wodza i Ministra Spraw Wojskowych w czasie wojny określał dekret Prezydenta RP z dnia 1 września 1939 roku (...) zasady, na jakich Naczelny Wódz sprawował dowództwo nad Polskimi Siłami Zbrojnymi na terenie Imperium Brytyjskiego, ZSRR i krajów sprzymierzonych, ustalały umowy zawarte z rządami tych krajów”. Dalej w rozkazie stwierdzono, że „Lotnictwo (zorganizowane na podstawie umowy polsko-brytyjskiej z dnia 6 sierpnia 1940 roku), stanowiące część Polskich Sił Zbrojnych na emigracji, wchodzi tymczasowo, organicznie w skład Brytyjskich Sił Powietrznych (...) Szef Kierownictwa Marynarki Wojennej jest Dowódcą Marynarki Wojennej, koncentrującym w swym ręku wszystkie sprawy Marynarki Wojennej z wyjątkiem czynności zastrzeżonych umowami dla władz morskich brytyjskich (...)”. Rozkaz wszedł w życie z dniem ogłoszenia. Jednocześnie unieważniony został rozkaz L.dz. 397/tjn./O.I./Og.Org./40 z 30 sierpnia 1940 roku Organizacja Naczelnych Władz Sił Zbrojnych.
Przedstawiając nową organizację ministrom swojego rządu generał Sikorski stwierdził: „rozkaz ten oparty na obowiązujących ustawach i umowach z Aliantami jest tylko wewnętrznym uregulowaniem moim jako Naczelnego Wodza i Ministra Spraw Wojskowych, organizacji i zakresu kompetencji Naczelnych Władz Sił Zbrojnych”. Jednocześnie wystąpił z prośbą by „rozkaz ten nie był przedmiotem obrad i dyskusji ani na Radzie Ministrów ani na Radzie Narodowej”.
Naczelne Władze Sił Zbrojnych
- Naczelny Wódz i Minister Spraw Wojskowych,

Organa pracy Naczelnego Wodza i Ministra Spraw Wojskowych
- Szef Sztabu Naczelnego Wodza,
- Wiceminister Spraw Wojskowych,
- Inspektor Lotnictwa,
- Szef Kierownictwa Marynarki Wojennej,
- Szef Gabinetu Naczelnego Wodza i Ministra Spraw Wojskowych[18].

Centralne Instytucje Wojskowe
- Biskup Polowy – szef duszpasterstwa katolickiego Sił Zbrojnych, podlega bezpośrednio NW i MSWojsk.,
- Szef Sądownictwa Wojskowego i Naczelny Prokurator Wojskowy,
- Centralna Komisja Regulaminowa,
- Wojskowy Trybunał Orzekający,
- Biuro Administracji FON i Darów (zob. Fundusz Obrony Narodowej),
- Wojskowy Instytut Techniczny[19].

Organizacja Sztabu Naczelnego Wodza
- Szef Sztabu Naczelnego Wodza ze swoją Adiutanturą,
- Zastępca Szefa Sztabu NW,
- Oddziały Sztabu NW I – VI,
- Szef Łączności Sztabu Naczelnego Wodza,
  - Batalion Łączności Sztabu Naczelnego Wodza
- Inspektor Pociągów Pancernych,
- Biuro Szyfrów[20].

Organizacja Ministerstwa Spraw Wojskowych
- Minister Spraw Wojskowych,
- Wiceminister Spraw Wojskowych,

Aparat kierowniczy i wykonawczy Wiceministra Spraw Wojskowych
- Zastępca Wiceministra,
- Adiutantura Wiceministra,
- Biuro Ogólne,
- Biuro Propagandy i Oświaty,
- Biuro Bezpieczeństwa,
- Szefostwo Intendentury,
- Biuro dla Spraw Rodzin Wojskowych,
- Oddział Administracyjny[21].

## PSZ w ramach kampanii apenińskiej i frontu zachodniego
W latach 1944–1945 jednostki Polskich Sił Zbrojnych walczyły na terenie Włoch, Francji, Holandii, Belgii i Niemiec.
2 Korpus Polski, liczący w maju 1945 roku 78 tysięcy żołnierzy, brał udział w składzie brytyjskiej 8 Armii w kampanii włoskiej. Największym i najkrwawszym bojem formacji była bitwa o Monte Cassino, w wyniku której została przełamana Linia Gustawa. Następnie uczestniczył on w walkach o Ankonę i w zdobyciu Bolonii.
Licząca 16 tysięcy żołnierzy 1 Dywizja Pancerna walczyła natomiast na froncie zachodnim w składzie II Korpusu Kanadyjskiego. Jej szlak bojowy wiódł przez Francję, Belgię, Holandię i Niemcy. Największą batalią dywizji, a zarazem jej chrztem bojowym, była bitwa pod Falaise.
Licząca 2,2 tys. żołnierzy 1 Samodzielna Brygada Spadochronowa walczyła w składzie brytyjskiego 1 Korpusu Powietrznodesantowego pod Arnhem, w ramach operacji Market Garden.
Kilka tysięcy polskich lotników i marynarzy walczyło w składzie RAF i Royal Navy.
6 maja 1945 w Wilhelmshaven generał Stanisław Maczek jako dowódca 1 Dywizji Pancernej przyjął kapitulację dowództwa twierdzy, bazy Kriegsmarine, floty „Ostfriesland”, liczącej dziesięć dywizji piechoty oraz osiem pułków piechoty i artylerii.
Pod koniec maja 1945 roku liczebność PSZ wynosiła od 200 tysięcy do 210 tysięcy żołnierzy, zaś wiosną 1946 roku ponad 240 tysięcy.

## Rozformowanie PSZ
Po zakończeniu wojny w latach 1946–1947 żołnierze polscy pełnili służbę w okupowanych Niemczech i we Włoszech, aż do rozbrojenia, a następnie rozwiązania PSZ przez Brytyjczyków.
25 czerwca 1945 roku Prezydent RP Władysław Raczkiewicz wydał dekret o amnestii, która dotyczyła przestępstw należących do właściwości sądów wojskowych oraz sądów morskich, a popełnionych przed dniem wejścia w życie dekretu, czyli 29 czerwca 1945 roku.
28 czerwca 1945 roku Prezydent RP na wniosek Rady Ministrów przedstawiony przez Ministra Obrony Narodowej, zarządził częściową demobilizację osób, które rozpoczęły pełnić czynną służbę wojskową przed dniem 1 stycznia 1944 roku, a które przed dniem 1 września 1939 roku miały stałe miejsce zamieszkania poza granicami Państwa.
5 lipca 1945 roku Wielka Brytania i Stany Zjednoczone uznały utworzony w styczniu tego roku Tymczasowy Rząd Jedności Narodowej, jednocześnie cofając swoje uznanie dla rządu RP na uchodźstwie. Zatem według norm prawa międzynarodowego, Polskie Siły Zbrojne powinny z tym dniem przejść pod zwierzchnictwo rządu w Warszawie. Faktyczną władzę sprawowali jednak Brytyjczycy. Po wycofaniu uznania dla emigracyjnego rządu polskiego w Londynie straciła ważność polsko-brytyjska umowa wojskowa z 1940 roku. Minister obrony narodowej gen. Marian Kukieł przekazał obowiązki ministerstwa wraz z aparatem administracyjnym Naczelnemu Wodzowi, gen. Tadeuszowi Borowi- Komorowskiemu. Strona brytyjska uznała Sztab Naczelnego Wodza jako organ zwierzchni nad PSZ. 3 września 1945 roku, w Londynie, rozpoczęły się oficjalne rozmowy TRJN z rządem brytyjskim na temat przejęcia PSZ. Strona polska (warszawska) mianowała gen. Karola Świerczewskiego dowódcą Armii Polskiej na Zachodzie. Zastępcą dowódcy do spraw liniowych mianowany został gen. Izydor Modelski, płk Wiktor Grosz zastępcą ds. politycznych, a gen. Stefan Mossor szefem sztabu. Strona brytyjska odrzuciła propozycję przejęcia zwierzchnictwa nad PSZ przez gen. Świerczewskiego, argumentując to brakiem wystarczającego zaufania do tego oficera ze strony żołnierzy.
W toku rozmów ustalono rozpisanie przeprowadzenia wśród żołnierzy polskich plebiscytu, w którym mieliby określić swój stosunek do powrotu do kraju. Do Londynu miała przyjechać też Polska Misja Wojskowa.
W przeprowadzonym 21 września plebiscycie mniej niż 20% żołnierzy opowiedziało się za natychmiastową repatriacją. 15 października 1945 do Londynu przybyła Polska Misja Wojskowa, z gen. Izydorem Modelskim na czele. Brytyjczycy spodziewali się działań w zakresie ogólnej repatriacji żołnierzy polskich, zadaniem misji było natomiast przejęcie dowództwa nad PSZ. Pod koniec listopada władze brytyjskie po raz kolejny odmówiły przekazania rządowi warszawskiemu zwierzchnictwa nad oddziałami polskimi. W styczniu 1946 roku oficerowie misji zarzucili Brytyjczykom utrudnianie zawarcia porozumienia, a 14 lutego TRJN oznajmił, że jednostki polskie podlegające dowództwu brytyjskiemu przestały być uważane za jednostki Wojska Polskiego.
28 lutego Szef Imperialnego Sztabu Głównego wezwał na konferencję, z pominięciem polskiego Sztabu Naczelnego Wodza, generałów Władysława Andersa, Klemensa Rudnickiego, Stanisława Maczka, Józefa Wiatra, Mateusza Iżyckiego oraz admirała Jerzego Świrskiego. Z formalnego punktu widzenia było to przejęcie przez Brytyjczyków dowództwa nad PSZ. Utworzono Gabinetowy Komitet do spraw Polskich Sił Zbrojnych, a cztery dni później poinformowano polskich generałów o podjęciu przez rząd brytyjski decyzji o demobilizacji oddziałów polskich.
W lutym 1946 roku brytyjskie Ministerstwo Wojny (ang. War Office) zarządziło by żołnierze wyjeżdżający z oddziałów do obozów repatriacyjnych zdejmowali z rękawów kurtek Battle Dress i płaszczy odznaki rozpoznawcze wielkich jednostek. W kwietniu 1946 roku rozszerzono zakres tego zarządzenia o wszystkie odznaki polskie i brytyjskie.
3 września 1946 roku Rada Ministrów urlopowała bezterminowo żołnierzy Polskich Sił Zbrojnych.
3 marca 1947 roku szef Kierownictwa Marynarki Wojennej wiceadmirał Jerzy Świrski wydał ostatni rozkaz dzienny, w którym stwierdził, że ostatnim dniem istnienia Polskiej Marynarki Wojennej będzie 31 marca 1947 roku oraz poinformował podwładnych, że kontradmirał Józef Unrug z dniem 8 marca 1947 roku obejmie stanowisko zastępcy inspektora generalnego PKPR do spraw personelu Marynarki Wojennej. Na podstawie tego rozkazu Kierownictwo Marynarki Wojennej zostało przeformowane w Urząd Zastępcy Inspektora Generalnego PKPR do spraw personelu Marynarki Wojennej oraz Komisję Likwidacyjną.
Rok 1947 jest datą symboliczną rozwiązania Polskich Sił Zbrojnych. Specjalnie dla Polaków, którzy nie chcieli wracać do komunistycznej Polski alianci utworzyli Polski Korpus Przysposobienia i Rozmieszczenia. Część z żołnierzy powróciła do kraju, często padając ofiarami terroru stalinowskiego, część pozostała na emigracji. Ogółem do Polski repatriowało się 105 tysięcy żołnierzy i oficerów, większość pozostała na emigracji (w tym 90% składu 2 Korpusu). Spośród kadry dowódczej za granicą pozostało 106 generałów, a 20 zdecydowało się na powrót do kraju.
| Rok    | Zima                           | Wiosna                         | Lato                           | Jesień                         | Razem   |
| ------ | ------------------------------ | ------------------------------ | ------------------------------ | ------------------------------ | ------- |
| 1945   |                                |                                |                                | 12100                          | 12100   |
| 1946   | 22500                          | 5800                           | 3100                           | 7000                           | 38400   |
| 1947   | 6300                           | 25200                          | 9200                           | 8600                           | 49300   |
| 1948   | 3000                           | 1600                           | w drugim półroczu ok. 500      | w drugim półroczu ok. 500      | 5100    |
| 1949   | Ponad 1000 osób przez cały rok | Ponad 1000 osób przez cały rok | Ponad 1000 osób przez cały rok | Ponad 1000 osób przez cały rok | 1000    |
| Ogółem | Ogółem                         | Ogółem                         | Ogółem                         | Ogółem                         | 105 900 |

## Koszty utrzymania PSZ
Finansowanie Polskich Sił Zbrojnych regulowały umowy zawarte przez rząd polski z poszczególnymi rządami sojuszniczymi.
W okresie organizowania Wojska Polskiego we Francji, podstawę gospodarki pieniężnej stanowił kredyt w wysokości 1250 mln franków zaciągnięty w 1937 roku przez Polskę na cele dozbrojeniowe i który nie został w pełni wykorzystany do dnia wybuchu wojny. W Wielkiej Brytanii korzystano z kredytu w wysokości 5 mln funtów szterlingów, kwoty ustalonej 25 sierpnia 1939 roku. Kredyt ten dwukrotnie uzupełniano.
Kredyt był przeznaczony na utrzymanie urzędów, placówek zagranicznych, cele charytatywne i na prowadzenie Akcji Kontynentalnej. Wydatki na utrzymanie jednostek bojowych pochodziły z dotacji budżetowych rządu i środków przeznaczonych dla związków operacyjnych, w ramach których jednostki polskie występowały.
W 1947 roku została ratyfikowana umowa finansowa pomiędzy rządem Polski (ludowej) a rządem Wielkiej Brytanii. Brytyjczycy zrezygnowali z roszczeń wobec Polski o zwrot 76 mln funtów szterlingów wydatkowanych na wyposażenie i uzbrojenie Polskich Sił Zbrojnych w latach 1940–1945, oraz 47,5 mln funtów szterlingów, wydatkowanych na utrzymanie żołnierzy polskich na Zachodzie.
Strona polska zobowiązała się do spłaty części należności z sumy 32 mln funtów szterlingów związanych z wydatkami na administrację, cele charytatywne, szkolnictwo i oświatę. Sumę tę spłacono potrącając 3 mln funtów szterlingów w złocie z zapasów polskiego złota znajdującego się w Wielkiej Brytanii. 10 mln funtów szterlingów rząd polski był zobowiązany spłacić w ciągu 15 lat w ratach rocznych.
W 1943 roku Francja dopominała się o zwrot długu w wysokości 500 mln franków. Po wojnie nie ponowiła roszczeń.

## Działalność naczelnych władz wojskowych i stowarzyszeń kombatanckich na uchodźstwie w latach 1947–1990
Władze wojskowe przystąpiły do prac mających na celu zachowanie szkieletu PSZ. Zwierzchnictwo nad PKPR za zgodą Brytyjczyków przejął polski Sztab Główny z gen. Stanisławem Kopańskim na czele, który wykonywał obowiązki należące do Ministerstwa Obrony Narodowej i Naczelnego Wodza. W „nieformalnej” strukturze zajmował właściwe mu miejsce i nadal podlegał rządowi RP na uchodźstwie i jego wojskowym organom. Również po likwidacji PKPR została zachowana struktura PSZ w postaci tzw. „jądra”. Mimo zmniejszonych składów w latach 1947–1954 działał Generalny Inspektor Sił Zbrojnych, istniały Ministerstwo Obrony Narodowej, Sztab Główny ze wszystkimi oddziałami, Dowództwo Wojska oraz Dowództwo Saperów i Dowództwo Łączności. Funkcje tych dwóch ostatnich organów pełniły Sekretariaty Kół Oddziałowych. Zlikwidowane jednostki wojskowe de facto funkcjonowały w postaci 74 Kół Oddziałowych oraz jednego regularnego oddziału – Brygadowego Koła Młodych „Pogoń”. Szkieletową organizację wojska uzupełniali oficerowie łącznikowi działający na terenie państw zachodnich. Ich rola polegała na „nieoficjalnym” utrzymywaniu kontaktów między sztabem polskim (później Zawiązkiem Sztabu Głównego) a sztabami bądź wysokiej rangi oficerami państw zachodnich.
Kierunki emigracji i repatriacji do krajów innych niż Polska były monitorowane przez przywódców polskiej emigracji wojskowej w Wielkiej Brytanii. Część środowisk wojskowych, inspirowanych między innymi przez gen. Władysława Andersa i gen. Mariana Kukiela, rozważała możliwość udziału żołnierzy polskich w ewentualnej trzeciej wojnie światowej. Pod koniec lipca 1947 roku gen. Kukiel przedstawił memoriał „Polskie Siły Zbrojne wobec możliwości wojny”. W październiku 1948 roku przeprowadzono symulację możliwości remobilizacyjnych do „nowych Polskich Sił Zbrojnych”. Szacowano, że w razie wojny „nowe Polskie Siły Zbrojne” osiągną stan niemal 210 000 żołnierzy. Spodziewany konflikt globalny nie nastąpił, jednak część emigracyjnych środowisk wojskowych nadal podtrzymywała ideę udziału Polaków w wojnie ze Związkiem Radzieckim.
10 marca 1951 roku powstał Związek Łącznościowców, w skład którego weszły wszystkie Koła Oddziałowe Łączności, istniejące na terenie Wielkiej Brytanii. 22 czerwca 1951 roku Generalny Inspektor Sił Zbrojnych zatwierdził statut Związku. 1 lipca 1951 roku w Londynie staraniem Związku obchodzono uroczyście Święto Łączności przypadające na dzień 29 czerwca. W przeddzień obchodu święta Rada Związku wyłoniła władze statutowe. Przewodniczącym Rady został płk dypl. Józef Łukomski, a prezesem Zarządu płk dypl. Tadeusz Rola. Rada Związku uchwaliła następującą deklarację ideową: My żołnierze łączności PSZ stwierdzamy, że: 1) pozostaliśmy na obczyźnie, aby służyć sprawie polskiej we wszelki dostępny nam sposób oraz by wziąć czynny udział w walce zbrojnej o wyzwolenie Polski, gdy nadejdzie odpowiednia chwila; 2) pozostaniemy wierni złożonej przysiędze żołnierskiej; 3) uważamy za swój obowiązek skupić się wokół osoby legalnego Prezydenta Rzeczypospolitej Polskiej, jako najwyższego Zwierzchnika; 4) będziemy trwać w obywatelstwie polskim i troszczyć się o nasz rozwój kulturalny w duchu polskim; 5) komunizm uważamy za śmiertelnego wroga naszej Ojczyzny i odcinamy się całkowicie od wszystkich, którzy współpracują lub kontaktują się z jej agenturami. Wierzymy, że postępując w myśl zasad tej deklaracji spełnimy nasz obowiązek żołnierza polskiego.
23 września 1951 roku w Londynie doroczny zjazd Saperów uchwalił przyjęcie dnia 1 września, jako Święto Sapera, dla upamiętnienia września 1939 roku. Święto zatwierdził 25 lipca 1952 roku generał Władysław Anders.
3 sierpnia 1952 roku w Londynie obchodzono uroczyście Święto Artylerii Konnej. Data Święta została wybrana przez artylerzystów konnych. Jest nią rocznica dekoracji w dniu 3 sierpnia 1921 roku w Górze Kalwarii przez Naczelnego Wodza, marszałka Polski Józefa Piłsudskiego 133. oficerów i szeregowych artylerii konnej Orderem Virtuti Militari. Uroczystości obchodu święta zaszczycił Prezydent RP August Zaleski. Obchody święta zbiegły się z pięcioleciem powstania Związku Artylerzystów Konnych na Obczyźnie oraz 35-leciem nieprzerwanej służby w artylerii konnej najstarszego żołnierza tej broni i prezesa Związku płk. Leona Dunin-Wolskiego. W obchodach święta uczestniczył między innymi gen. dyw. Stanisław Kopański – „najstarszy stopniem konny artylerzysta”, który w swoim wystąpieniu „podkreślił zasługi płk. Dunin-Wolskiego dla artylerii konnej w odrodzonej Polsce i pielęgnowania jej tradycji na obczyźnie”.
IV Doroczny Zjazd Saperów ustalił dzień Święta Saperów na 1 września – dzień wybuchu II wojny światowej – „dla upamiętnienia i uczczenia olbrzymiego wysiłku bojowego saperów polskich w II wojnie światowej, tak w kraju, jak i na Obczyźnie”. Decyzją z 25 lipca 1952 roku Generalny Inspektor Sił Zbrojnych zatwierdził datę 1 września jako Święto Saperów.
W 1954 roku na uchodźstwie doszło do rozłamu politycznego, ponieważ prezydent August Zaleski wbrew wcześniejszym obietnicom nie mianował swym następcą gen. Kazimierza Sosnkowskiego, a gdy upłynęła jego siedmioletnia kadencja, pozostał na stanowisku prezydenta. Zaleski złamał tym samym postanowienia konstytucji kwietniowej, gdyż po siedmiu latach nie ustąpił z urzędu i nie wyznaczył swojego następcy. W związku z tym większość emigracji przestała uznawać go za prezydenta. W czerwcu 1954 roku opozycja antyprezydencka utworzyła konkurencyjny względem Zaleskiego kolektywny urząd głowy państwa w postaci Rady Trzech, złożonej z Tomasza Arciszewskiego, gen. Władysława Andersa i Edwarda Raczyńskiego. Powołano też konkurencyjny rząd w postaci Egzekutywy Zjednoczenia Narodowego. Rozłam przetrwał do śmierci Augusta Zaleskiego 7 kwietnia 1972 roku. Dopiero wówczas doszło do porozumienia i ponownego zjednoczenia politycznego emigracji.
22 stycznia 1988 roku Prezydent RP, Kazimierz Sabbat wydał dekret w sprawie przyznania szeregowcom i podoficerom weteranom Polskich Sił Zbrojnych, którzy brali udział w wojnie 1920 roku, z wyjątkiem sądownie skazanych za przestępstwa uchybiające godności stanu oficerskiego, stopień tytularnego podporucznika Polskich Sił Zbrojnych.
19 marca 1988 roku Minister Spraw Wojskowych, ppłk dypl. inż. Jerzy Przemysław Morawicz wydał rozporządzenie o wykonaniu dekretu Prezydenta Rzeczypospolitej z dnia 22 stycznia 1988 roku o przyznaniu szeregowcom i podoficerom – weteranom wojny 1920 roku stopnia tytularnego podporucznika Polskich Sił Zbrojnych. Zgodnie z cytowanym rozporządzeniem weterani, niezależnie od ówczesnego miejsca zamieszkania, pragnący otrzymać przyznanie tytularnego stopnia podporucznika Polskich Sił Zbrojnych byli zobligowani złożyć podanie do Ministra Spraw Wojskowych, wylegitymować się udziałem w wojnie 1920 roku i przedłożyć oświadczenie o sądowej niekaralności za przestępstwa uchybiające godności stanu oficerskiego.
15 sierpnia 1988 roku Prezydent RP, Kazimierz Sabbat w orędziu wydanym w Święto Żołnierza stwierdził „(...) Biliśmy się, żołnierze Rzeczypospolitej, od pierwszego do ostatniego dnia wojny, na wszystkich frontach. Dochowaliśmy wierności. Nie odzyskaliśmy wolności i niepodległości Polski wydanej przez sojuszników w ręce Stalina, niedawnego wspólnika Hitlera w rozbiorze Polski i Europy Środkowej. Czasy się wypełniają i procesy dziejowe się toczą. Powrócą nasze sztandary bojowe do wolnej Ojczyzny. Podejmą je następne pokolenia. Taka jest treść obchodu Święta Żołnierza na Uchodźstwie”.
22 października 1990 roku Rada Ministrów przeniosła „urlopowanych bezterminowo” żołnierzy Polskich Sił Zbrojnych:
- oficerów i podoficerów służby stałej – w stan spoczynku,
- oficerów rezerwy, podoficerów rezerwy i szeregowców – do pospolitego ruszenia”[43].

10 listopada 1990 roku Prezydent RP, Ryszard Kaczorowski na wniosek Ministra Spraw Wojskowych mianował „oficerów Polskich Sił Zbrojnych do podpułkownika włącznie posiadających starszeństwo z 1964 roku lub wcześniejsze, którzy brali udział w wojnie 1939–1945, a którzy nie służyli w Siłach Zbrojnych Polskiej Republiki Ludowej – o jeden stopień wyżej”.
10 listopada 1990 roku Minister Spraw Wojskowych, gen. bryg. Jerzy Przemysław Morawicz mianował żołnierzy „Polskich Sił Zbrojnych, którzy brali udział w wojnie 1939–1945, a którzy nie służyli w Siłach Zbrojnych Polskiej Republiki Ludowej:
- podoficerów do stopnia starszego sierżanta (równorzędnego) włącznie – o jeden stopień wyżej,
- szeregowców – kapralami”[45].

9 grudnia 1990 roku w wyborach prezydenckich w Polsce zwyciężył Lech Wałęsa.
20 grudnia 1990 roku Ryszard Kaczorowski uznał misję Prezydenta Rzeczypospolitej na Uchodźstwie za wypełnioną i zakończoną. Jednocześnie odwołał Prezesa Rady Ministrów z urzędu i rozwiązał Rząd, a także zapowiedział powołanie Komisji Likwidacyjnej z zadaniem zakończenia działalności wszystkich instytucji rządowych na obczyźnie oraz przekazanie w dniu 22 grudnia 1990 roku Prezydentowi RP Lechowi Wałęsie insygniów prezydenckich, jako symbolu II Rzeczypospolitej.
21 grudnia 1990 roku Prezydent RP na Uchodźstwie powołał Komisję Likwidacyjną pod przewodnictwem profesora Edwarda Szczepanika. Jednym z sześciu członków komisji został gen. bryg. Jerzy Przemysław Morawicz.
22 grudnia 1990 roku na Zamku Królewskim w Warszawie odbyła się uroczystość przekazania przez Ryszarda Kaczorowskiego insygniów prezydenckich Lechowi Wałęsie. W protokole uroczystości Ryszard Kaczorowski złożył deklarację, w której między innymi stwierdził, że „wszystkie instytucje pozostające pod moim zwierzchnictwem uznają zwierzchnictwo Prezydenta Lecha Wałęsy”. Marszałek Senatu RP, profesor Andrzej Stelmachowski przemawiając do uczestników uroczystości stwierdził między innymi „(...) jest to akt uznania dla walki tysięcy kombatantów pozostałych poza granicami kraju. Jest to akt uznania dla tych, którzy nieśli sztandar i głosili hasła niepodległościowe nawet wówczas, gdy my tu w kraju musieliśmy milczeć. Jest to wreszcie akt uznania dla tych wszystkich, którzy potrafili wierzyć w Polskę i nieść nadzieję jej zmartwychwstania nawet wbrew wszelkim okolicznościom. Contra spem sperare – to rzecz bardzo trudna, a jednak ci, którzy tu z daleka przybyli, potrafili swoją postawą o tym właśnie świadczyć. Dzięki im za to (...)”.
Wszystkie stopnie wojskowe nadane przez rząd londyński po rozformowaniu Polskich Sił Zbrojnych na Zachodzie zostały uznane na mocy art. 11 ustawy z dnia 25 października 1991 roku o zmianie ustawy o powszechnym obowiązku obrony Polskiej Rzeczypospolitej Ludowej oraz niektórych innych ustaw. 25 marca 1992 roku Prezydent RP Lech Wałęsa wydał rozporządzenie w sprawie określenia szczegółowych zasad i trybu postępowania oraz organów właściwych do uznawania stopni wojskowych. Zgodnie z tym rozporządzeniem osoby, którym władze Rzeczypospolitej Polskiej na uchodźstwie nadały do dnia 22 grudnia 1990 roku stopnie wojskowe, mogą wystąpić do Ministra Obrony Narodowej z wnioskiem o uznanie tych stopni. Do wniosku należy dołączyć dokumenty potwierdzające fakt nadania stopnia wojskowego lub uwierzytelnione odpisy tych dokumentów. O uznaniu stopnia wojskowego postanawia Minister Obrony Narodowej, a w przypadku pierwszego stopnia oficerskiego (podporucznika) oraz stopni generalskich i admiralskich – Prezydent RP na wniosek Ministra Obrony Narodowej.